# Kwonkan moriartii
Kwonkan moriartii är en spindelart som beskrevs av Main 1983. Kwonkan moriartii ingår i släktet Kwonkan och familjen Nemesiidae.
Artens utbredningsområde är Western Australia. Inga underarter finns listade i Catalogue of Life.